# Nachtweidgraben (Schrakelbach)
Der Nachtweidgraben, am Oberlauf auch (Oberer) Talgraben, ist ein 4 km langer Bach und ein linker Zufluss des Schrakelbachs in der nördlichen Vorderpfalz (Rheinland-Pfalz). Er fließt mit seiner gesamten Länge im Rhein-Pfalz-Kreis.

## Geographie

### Verlauf
Der Nachtweidgraben besitzt keine eigentliche Quelle, sondern wird – zunächst unter der Bezeichnung (Oberer) Talgraben – auf 94 m Höhe nahe dem Nordostrand der Wohnbebauung von Lambsheim und etwa 300 m westlich des Lambsheimer Weihers aus dem Fuchsbach nach links abgeleitet.
Von seinem Ursprung aus verläuft er als Graben mit fast unmerklichem Gefälle von Südsüdwest nach Nordnordost, also nahezu quer zur natürlichen Laufrichtung der vorderpfälzischen Fließgewässer, durch die Oberrheinische Tiefebene. Auf seinem Lauf durch die Felder westlich der Autobahn 61 (Koblenz–Speyer) sammelt der Bach das Wasser von kleinen landwirtschaftlichen Bewässerungsgräben, die ihm sämtlich von links zustreben. Nach 1,2 km unterquert er die Landesstraße 522 (Frankenthal–Lambsheim). An der südlichen Gemarkungsgrenze von Heßheim ändert er seinen Namen zu Nachtweidgraben.
Am Ostrand von Heßheim unterquert der Nachtweidgraben zwischen Straßenkreisel und Überführung der Autobahn 61 die Landesstraße 453 und mündet direkt nördlich dieser Straße auf etwa 93 m Höhe von links in den Schrakelbach, der das gesammelte Wasser über den Eckbach dem Rhein zuführt.

### Zuflüsse
Die vom Nachtweidgraben aufgenommenen Bewässerungsgräben werden auf den amtlichen Karten nicht namentlich ausgewiesen.